# 韦尔日
韦尔日（法語：Verges，法語發音：[vɛʁʒ] ⓘ）是法国汝拉省的一个市镇，属于隆斯勒索涅区。

## 地理
韦尔日（46°39'12"N, 5°40'58"E）面积6.16 平方千米，位于法国勃艮第-弗朗什-孔泰大區汝拉省，该省份为法国东部内陆省份，北起上索恩省，西北接科多尔省，西临索恩-卢瓦尔省，南至安省，东与杜省和瑞士接壤。
与韦尔日接壤的市镇（或旧市镇、城区）包括：布利、沙蒂永、皮布利、沃维、欧特罗什。

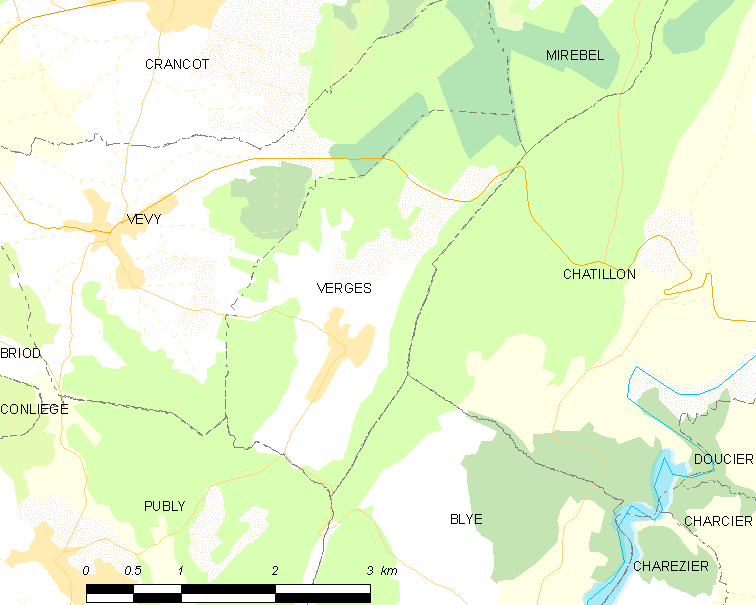
韦尔日的OSM定位图

韦尔日的时区为UTC+01:00、UTC+02:00（夏令时）。

## 行政
韦尔日的邮政编码为39570，INSEE市镇编码为39550。

## 政治
韦尔日所属的省级选区为波利尼县。

## 人口

1962-2008年间韦尔日人口变化图示

韦尔日于2022年1月1日时的人口数量为197人。